# Паскалево
Паска́лево (болг. Паскалево) — село в Добрицькій області Болгарії. Входить до складу общини Добричка.

## Населення
За даними перепису населення 2011 року у селі проживали 705 осіб.
Національний склад населення села:
| Національність   | Кількість осіб | Відсоток |
| ---------------- | -------------- | -------- |
| болгари          | 660            | 97,9%    |
| цигани           | 6              | 0,9%     |
| турки            | 4              | 0,6%     |
| Всього відповіли | 674            |          |

Розподіл населення за віком у 2011 році:
Динаміка населення: